# Los Thornberrys: la película
Los Thornberrys: la película es una película de animación estadounidense de Cathy Malkasian y Jeff McGrath, de 2002. Es la continuación del dibujo animado de Los Thornberrys. Estuvo nominada para el Oscar de la mejor canción original en 2002 por la música Father and Daughter de Paul Simon.

## Sinopsis
Eliza Thornberry una niña de 12 años está jugando con una familia de guepardos en Kenia después de que su madre, Akela, la pone a cargo de los cachorros. Cuando Eliza accidentalmente se aleja demasiado de los guepardos, cazadores furtivos en un helicóptero secuestran a uno de los cachorros de guepardo, Tally. Eliza está decidida a salvar al cachorro, lo que hace que su hermana mayor, Debbie, le cuente a su familia sobre las travesuras de Eliza. Esto lleva a su cariñosa pero estricta abuela Cordelia a enviar a Eliza a un Internado en Londres por su seguridad, para consternación de Debbie, ya que Debbie quería una vida normal. Al llegar, Eliza descubre que su chimpancé mascota, Darwin, está escondido en su maleta.
Después de tener un sueño en el que el chamán Mnyambo le dice que Tally sigue con vida y que vaya a rescatarlo, Eliza convence a su compañera de cuarto Sarah Wellington para que compre boletos de avión para que ella y Darwin regresen a África. Mientras toman un tren desde Nairobi, se encuentran con un rinoceronte negro herido, al que dispararon en el río los mismos cazadores furtivos que secuestraron a Tally.  Saltan del tren para salvar al rinoceronte con la ayuda de los veterinarios Bree y Sloan Blackburn. Mientras tanto, Debbie se queda sola con su salvaje hermano menor adoptivo, Donnie, en su Comvee, mientras sus padres, Nigel y Marianne, van a filmar un eclipse solar en Tembo Valley. Eliza regresa al Comvee en busca de suministros y tiene un pequeño enfrentamiento con Debbie, quien exige saber por qué Eliza se escapó de Londres y renunció a su oportunidad de llevar una vida normal.  Eliza la encierra en una jaula, pero Debbie escapa y la persigue a ella, a Darwin y a Donnie usando la motocicleta de sus padres. Cordelia y su marido, el coronel Radcliffe, intentan encontrar a Eliza y llevarla de regreso a Londres antes de que Nigel y Marianne se enteren; sin embargo, se encuentran con Nigel y Marianne para informarles de la fuga de Eliza. También comienzan a buscar a Debbie, Eliza, Donnie y Darwin.
Darwin, Eliza y Donnie conocen a un gorila que menciona haber visto gente colocando una valla en el valle de Tembo. Luego vuelven a encontrarse con Blackburns y Eliza concluye que los cazadores furtivos están apuntando a la manada de elefantes que viaja por el valle.  El trío está invitado a pasar la noche en el campamento de los Blackburn, pero al día siguiente, encuentran a Tally dentro de la casa rodante de los Blackburn. Los Blackburn revelan su verdadera agenda como cazadores furtivos y los capturan, revelando que la cerca está electrificada. Eliza y Darwin tienen una pelea, y cuando Darwin acusa a Eliza de no saber cómo usar adecuadamente sus poderes, Eliza, enojada, le dice que se calle. Mientras tanto, Debbie conoce a un chico mbuti local llamado Boko, que la ayuda a petición de los ancianos de su aldea. Los dos llegan al campamento de los Blackburn, pero Sloan retiene a Debbie como rehén después de que ella revela que es la hermana de Eliza. Cuando Sloan amenaza con matar a Debbie si Eliza no le cuenta cómo descubrió su plan, Eliza admite que fue por su capacidad para hablar con los animales. Cuando Eliza ha revelado su secreto, algo que tenía prohibido hacer, llega una tormenta y le quita sus poderes mientras los Blackburn huyen en su helicóptero. Eliza, Debbie, Darwin, Donnie y Tally escapan montando un tronco en el río.
Después de la tormenta, Eliza le cuenta a Debbie sobre su capacidad para hablar con los animales y que la perdió porque reveló su secreto a los Blackburn, y está molesta porque no puede disculparse con Darwin por sus duras palabras antes. Debbie se conmueve porque Eliza renunció a sus poderes para salvarla.  Llegan al valle de Tembo a tiempo para ver la manada de elefantes dirigiéndose hacia la valla eléctrica. Cuando Eliza comienza a dudar de sí misma, Debbie le recuerda que ha estado ayudando a los animales mucho antes de obtener sus poderes, lo que le devuelve la confianza. Cuando comienza el eclipse, los Blackburn ordenan a sus secuaces que detonen explosivos, asustando a los elefantes y haciéndolos cargar hacia la valla. Eliza activa la electricidad de la cerca prematuramente usando una medalla que Nigel le dio, lo que hace que la manada se detenga temporalmente, luego convence al elefante líder de que se dé la vuelta. Enfurecido, Sloan arroja a Eliza a un río e intenta disparar a los elefantes, pero estos sacan el helicóptero de los Blackburn del aire por su escalera de cuerda y lo destruyen, lo que provoca que Sloan y Bree caigan. Eliza casi se ahoga hasta que el chamán Mnyambo la salva;  él la elogia por salvar a los elefantes usando su corazón en lugar de sus poderes. Como recompensa, él le devuelve sus poderes, con la condición de que Debbie también mantenga en secreto los poderes de Eliza.
Después del eclipse, los Blackburn sobrevivieron a la caída y terminaron siendo arrestados por los guardabosques. Eliza se reconcilia con Darwin y se reencuentra con su familia, quienes deciden no enviarla de regreso al internado desde que salvó a los elefantes.  Boko regresa a su aldea y se queda con el reloj de Debbie como recuerdo. El elefante líder le devuelve la medalla a Eliza y le expresa su gratitud. Los Thornberry regresan a Savannah, donde Eliza reúne a Tally con su familia. Eliza le dice a Debbie que se convertirá en un babuino si revela el secreto de Eliza, para su enojo, y en el proceso asusta a un grupo de babuinos oliva que Nigel y Marianne están filmando. Uno de ellos activa la radio, que reproduce música con la que bailan los Thornberrys y los babuinos.

## Ficha técnica
- Título original: The Wild Thornberrys Movie
- Realización: Cathy Malkasian, Jeff McGrath
- Guion: Kate Boutilier (en), Aileen Quinn
- Música: Alan Menken, Paul Simon y Howard Ashman (en)
- Productores: Gábor Csupó, Arlene Klasky
- Sociedades de producción: Nickelodeon Movies, Klasky- Csupo, Inc. (pt)
- Distribución: Paramount Pictures
- Presupuesto: $35 000 000
- País de origen: Estados Unidos
- Lengua: inglés
- Género: Película de animación
- Duración: 85 minutos
- Año de salida: 2002